# Gebhard Leberecht von Blücher
Gebhard Leberecht von Blücher, Thân vương xứ Wahlstatt (phát âm tiếng Đức: [ˈɡɛphaʁt ˈleːbəʁɛçt fɔn ˈblʏçɐ]; 21 tháng 12 năm 1742 – 12 tháng 9 năm 1819), là Graf (Bá tước), sau này được nâng lên thành Fürst (Thân vương có chủ quyền) xứ Wahlstatt và là một tướng quân người Phổ (nguyên soái). Ông đã nhận được sự công nhận lớn nhất sau khi lãnh đạo quân đội của mình chống lại Hoàng đế Napoléon I trong Trận chiến giữa các quốc gia tại Leipzig năm 1813 và Trận Waterloo năm 1815.
Blücher sinh ra ở Rostock, con trai của một đại úy quân đội đã nghỉ hưu. Cuộc đời binh nghiệp của ông bắt đầu vào năm 1758 với tư cách là một kỵ binh trong Quân đội Thụy Điển. Ông bị quân Phổ bắt vào năm 1760 trong Chiến tranh Pomerania và sau đó gia nhập Quân đội Phổ, làm sĩ quan kỵ binh cho Phổ trong thời gian còn lại của Chiến tranh Bảy năm. Năm 1773, Blücher bị Frederick Đại đế buộc phải từ chức vì không phục tùng. Ông trở về làm nông dân cho đến khi Frederick qua đời vào năm 1786, Blücher được phục chức và thăng cấp đại tá. Vì thành công của mình trong Chiến tranh Cách mạng Pháp, Blücher được thăng cấp thiếu tướng vào năm 1794. Ông trở thành trung tướng vào năm 1801 và chỉ huy quân đoàn kỵ binh trong Chiến tranh Napoleon năm 1806.
Chiến tranh lại nổ ra giữa Phổ và Pháp vào năm 1813 và Blücher trở lại phục vụ tại ngũ ở tuổi 71. Ông trở thành anh hùng hàng đầu của người Đức trong cuộc đấu tranh chấm dứt sự thống trị của nước ngoài đối với các vùng đất của họ. Ông được bổ nhiệm làm tướng chỉ huy lực lượng dã chiến của Phổ và đụng độ với Hoàng đế Napoléon trong các Trận Lützen và Trận Bautzen. Sau đó, ông đã giành được chiến thắng quan trọng trước quân Pháp trong Trận Katzbach. Blücher chỉ huy Quân đội Silesia của Phổ trong Trận Leipzig nơi Napoléon bị đánh bại một cách dứt khoát. Với vai trò của mình, Blücher được phong làm thống chế và nhận tước hiệu Thân vương xứ Wahlstatt. Sau khi Napoléon trở lại ngai vàng vào năm 1815, Blücher nắm quyền chỉ huy Quân đội Phổ ở Hạ Rhein và phối hợp tác chiến với lực lượng Anh và Đồng minh dưới sự chỉ huy của Công tước xứ Wellington. Trong Trận Ligny, ông bị thương nặng và quân Phổ phải rút lui. Sau khi hồi phục, Blücher tiếp tục chỉ huy và tham gia tác chiến với Công tước xứ Wellington trong Trận Waterloo, với sự can thiệp của quân đội Blücher đóng vai trò quyết định trong chiến thắng cuối cùng của quân đồng minh.
Blücher được phong làm công dân danh dự của Berlin, Hamburg và Rostock. Được biết đến với tính cách bốc lửa, ông được binh lính đặt biệt danh là Marschall Vorwärts ("Thống chế tiên phong") vì cách tiếp cận hung hãn trong chiến tranh. Cùng với Paul von Hindenburg, ông là người lính Phổ-Đức được nhận những huân chương cao nhất trong lịch sử: Blücher và Hindenburg là những sĩ quan quân đội Phổ-Đức duy nhất được trao tặng Ngôi sao Thập tự giá lớn của Huân chương Thập tự Sắt. Một bức tượng từng đứng ở quảng trường mang tên ông, Blücherplatz, ở Breslau (ngày nay là Wrocław).

## Cuộc sống đầu đời
Blücher sinh ngày 21 tháng 12 năm 1742 tại Rostock, một hải cảng trên bờ biển Baltic ở miền Bắc nước Đức ngày nay, lúc đó thuộc Công quốc Mecklenburg-Schwerin. Cha của ông, Christian Friedrich von Blücher (1696–1761), là một đại úy quân đội đã nghỉ hưu, gia đình ông thuộc giới quý tộc và là chủ đất ở miền Bắc nước Đức ít nhất là từ thế kỷ XIII. Mẹ ông là Dorothea Maria von Zülow (1702–1769), người cũng thuộc một gia đình quý tộc lâu đời ở Mecklenburg.
Blücher bắt đầu sự nghiệp quân sự của mình ở tuổi 16, khi ông gia nhập Quân đội Thụy Điển với tư cách là một kỵ binh. Vào thời điểm đó, Thụy Điển đang có chiến tranh với Phổ trong Chiến tranh Bảy năm. Blücher tham gia Chiến tranh Pomerania năm 1760, nơi quân kỵ binh Phổ đã bắt được ông trong một cuộc giao tranh. Đại tá của trung đoàn Phổ, Wilhelm Sebastian von Belling (một người họ hàng xa của ông), rất ấn tượng với chàng kỵ binh trẻ tuổi và mời ông ta gia nhập trung đoàn của mình.
Blücher đã tham gia vào các trận chiến sau đó của Chiến tranh Bảy năm, và với tư cách là một sĩ quan kỵ binh của Phổ, ông đã có được nhiều kinh nghiệm trong công việc kỵ binh hạng nhẹ. Tuy nhiên, sau khi chiến tranh kết thúc, tinh thần hăng hái của ông đã dẫn ông đến đủ mọi hành vi thái quá, chẳng hạn như vụ hành quyết giả một linh mục bị nghi ngờ ủng hộ cuộc nổi dậy của Ba Lan vào năm 1772. Kết quả là ông không được thăng cấp thiếu tá. Blücher đã đệ trình một lá thư từ chức một cách thô lỗ vào năm 1773, mà Frederick Đại đế đã trả lời rằng "Thuyền trưởng Blücher có thể tự đưa mình đến gặp quỷ dữ" (1773).
Blücher chuyển sang làm nông nghiệp sau khi từ chức. Trong vòng 15 năm, ông đã giành được độc lập về tài chính và trở thành thành viên Hội Tam điểm Đức. Trong suốt cuộc đời còn lại của Frederick Đại đế, Blücher không thể trở lại quân đội. Tuy nhiên, nhà vua qua đời vào năm 1786, và năm sau, Blücher được phục chức làm thiếu tá trong trung đoàn cũ của ông, Kỵ binh Đỏ. Ông tham gia chuyến viễn chinh tới Hà Lan vào năm 1787, và năm sau được thăng cấp trung tá. Năm 1789, ông nhận được Huân chương Quân sự cao nhất của Phổ, Huân chương Pour le Mérite, và năm 1794, ông trở thành đại tá của Kỵ binh Đỏ. Vào năm 1793 và 1794, Blücher nổi bật trong các hoạt động kỵ binh chống lại quân Pháp, và nhờ chiến thắng tại Kirrweiler vào ngày 28 tháng 5 năm 1794, ông được thăng cấp thiếu tướng. Năm 1801, ông được phong hàm trung tướng.

## Chiến tranh Napoleon

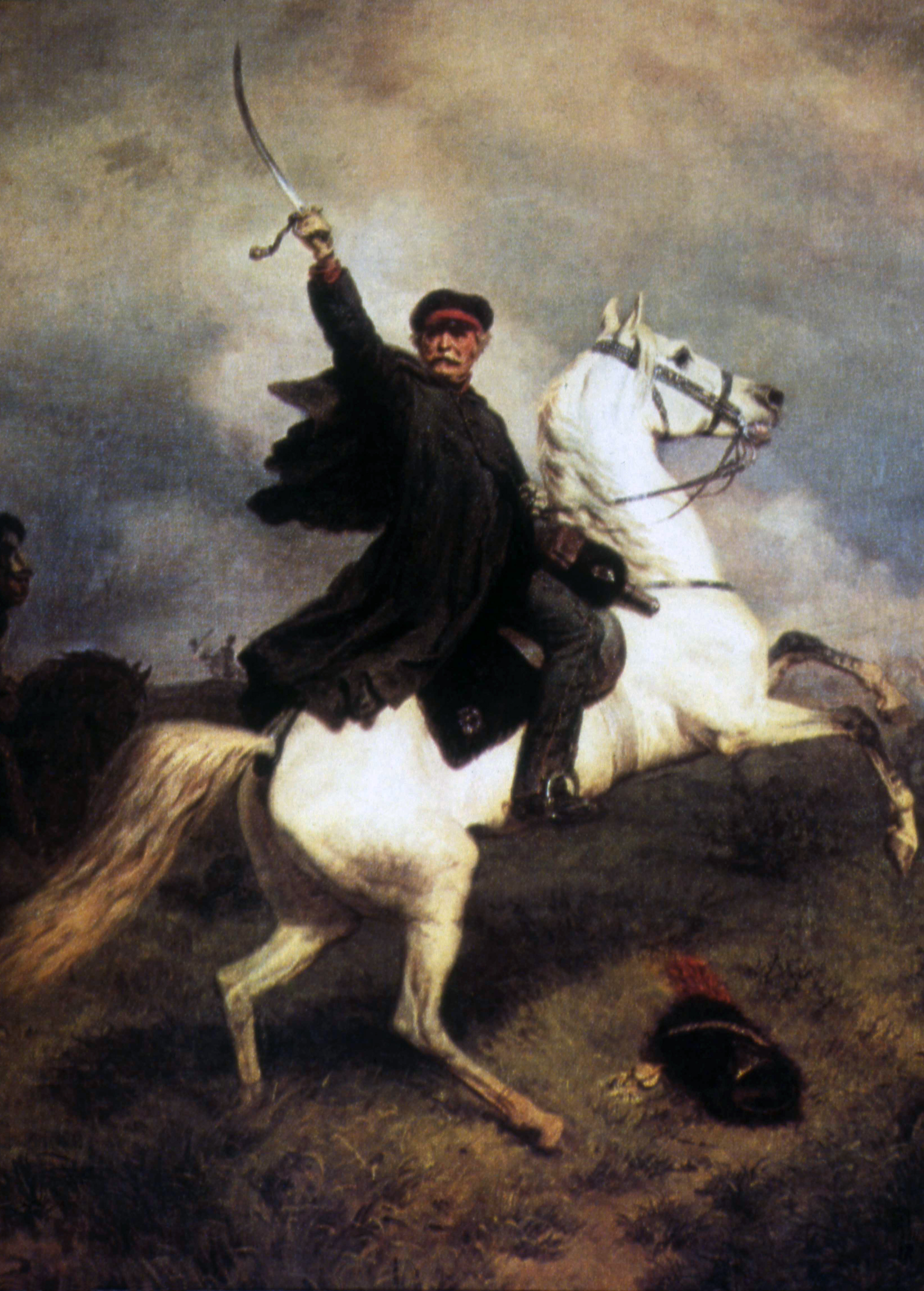
Marschall Vorwärts bởi Emil Hünten (1863)

Blücher là một trong những thủ lĩnh của phái ủng hộ chiến tranh ở Phổ năm 1805, và ông giữ chức tướng kỵ binh trong chiến dịch thảm khốc năm 1806. Trong Trận Jena-Auerstedt kép, Blücher chiến đấu tại Auerstedt, liên tục dẫn đầu các cuộc tấn công của kỵ binh Phổ, nhưng không thành công. Trong cuộc rút lui của những đội quân tan vỡ, ông chỉ huy lực lượng hậu quân gồm quân đoàn của Frederick Louis, Thân vương xứ Hohenlohe. Với sự đầu hàng của quân chủ lực sau Trận Prenzlau vào ngày 28 tháng 10, ông nhận thấy cuộc hành quân về phía Đông Bắc của mình đã bị chặn lại. Ông dẫn phần quân còn sót lại của mình đi về phía Tây Bắc. Củng cố quân số của mình bằng một sư đoàn do Karl August, Đại công tước xứ Sachsen-Weimar-Eisenach chỉ huy trước đó, Blücher và tham mưu trưởng mới của ông là Gerhard von Scharnhorst, đã tổ chức lại lực lượng của mình thành hai quân đoàn nhỏ với tổng cộng 21.000 người và 44 khẩu pháo. Tuy nhiên, ông đã bị hai quân đoàn Pháp đánh bại trong Trận Lübeck vào ngày 6 tháng 11. Ngày hôm sau, ông bị 40.000 quân Pháp vây khốn và mắc kẹt ở biên giới Đan Mạch, ông buộc phải đầu hàng với chưa đầy 10.000 quân tại Ratekau. Blücher nhấn mạnh rằng các điều khoản được viết trong tài liệu đầu hàng, ông phải đầu hàng do thiếu quân nhu và đạn dược, và binh lính của ông nên được đội hình Pháp dọc đường vinh danh. Ông ta được phép giữ thanh kiếm của mình và di chuyển tự do, chỉ bị ràng buộc bởi lời thề danh dự. Ông nhanh chóng được trao đổi tù binh Thống chế tương lai của Pháp là Claude Victor-Perrin, Duc de Belluno, và làm việc tích cực ở Pomerania, Berlin và Königsberg cho đến khi chiến tranh kết thúc.
Sau chiến tranh, Blücher được coi là nhà lãnh đạo đương nhiên của Đảng Yêu nước, đảng mà ông có liên lạc chặt chẽ trong thời kỳ Napoléon thống trị, nhưng hy vọng liên minh với Áo trong cuộc chiến năm 1809 của ông đã thất bại. Năm này ông được phong làm tướng kỵ binh. Năm 1812, ông bày tỏ quan điểm cởi mở về liên minh giữa Nga và Pháp đến mức ông bị triệu hồi khỏi chức thống đốc quân sự của Pomerania và gần như bị trục xuất khỏi triều đình.

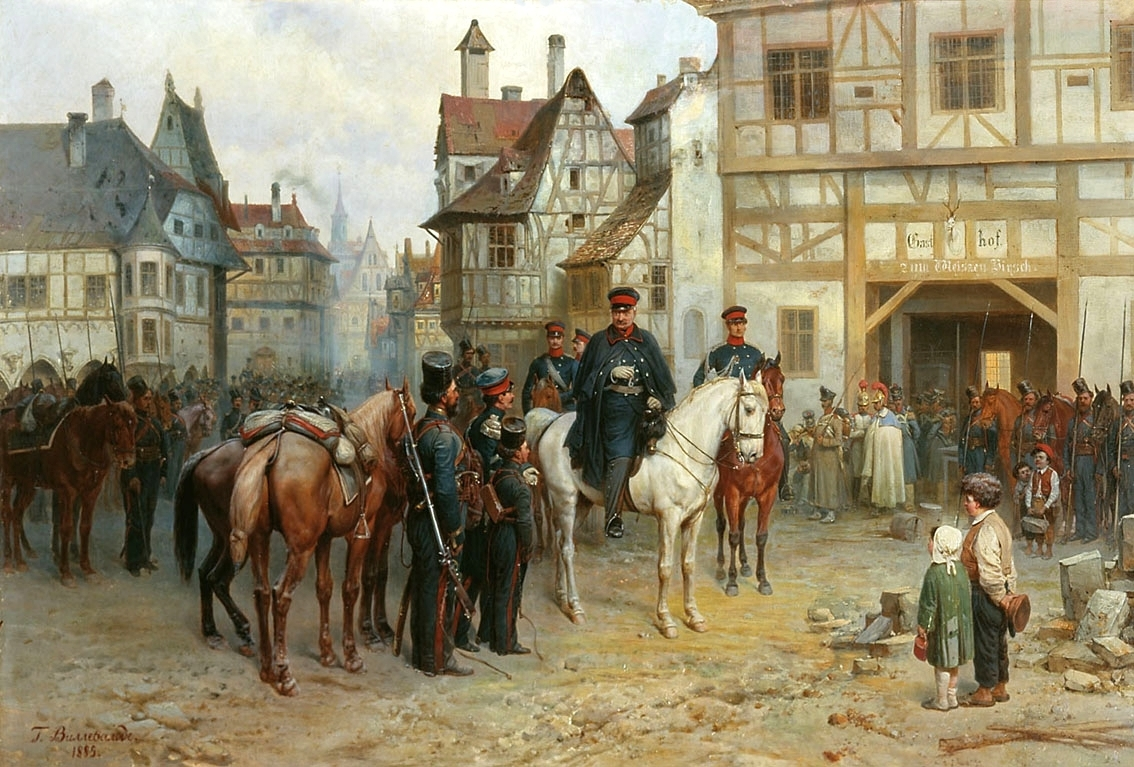
Gebhard Leberecht von Blücher ở Bautzen của Bogdan Willewalde (1885)

Sau khi bắt đầu Chiến dịch Đức năm 1813, Blücher một lần nữa được giao quyền chỉ huy cấp cao và ông có mặt tại Trận Lützen và Trận Bautzen. Trong thời gian đình chiến mùa hè, ông tổ chức lại lực lượng Phổ; khi chiến tranh tiếp tục, ông trở thành tổng tư lệnh Quân đội Silesia, với August Neidhardt von Gneisenau và Karl Freiherr von Müffling là sĩ quan tham mưu chính cùng 40.000 người Phổ và 50.000 người Nga dưới quyền chỉ huy của ông trong chiến dịch mùa thu. Phẩm chất quân sự dễ thấy nhất mà Blücher thể hiện là nghị lực không ngừng nghỉ của ông.
Sự bất phân thắng bại và sự khác biệt về lợi ích thường thấy trong quân đội của Liên minh thứ sáu khiến ông trở thành một đối thủ không ngừng nghỉ. Biết rằng nếu không thể thuyết phục người khác hợp tác, ông sẵn sàng tự mình thực hiện nhiệm vụ, điều này thường khiến các tướng khác phải làm theo sự chỉ đạo của ông. Ông đã đánh bại Thống chế MacDonald tại Trận Katzbach, và bằng chiến thắng trước Thống chế Marmont tại Trận Möckern đã dẫn đến thất bại quyết định của Hoàng đế Napoleon I trong Trận Leipzig. Quân đội của Blücher xông vào Leipzig vào buổi tối ngày cuối cùng của trận chiến. Đây là trận chiến thứ tư giữa Napoléon và Blücher, và là trận đầu tiên Blücher dành chiến thắng.
Vào ngày Möckern (16 tháng 10 năm 1813), Blücher được phong làm thống chế. Sau đó ông có biệt danh là "Thống chế tiên phong" nhờ nghị lực tràn đầy năng lượng của mình. Và sau chiến thắng, ông đã truy đuổi quân Pháp. Vào mùa đông năm 1813–1814, Blücher, cùng với các tham mưu trưởng của mình, chủ yếu là người xúi giục các nhà cai trị của Liên minh tiến hành tấn công vào nước Pháp.

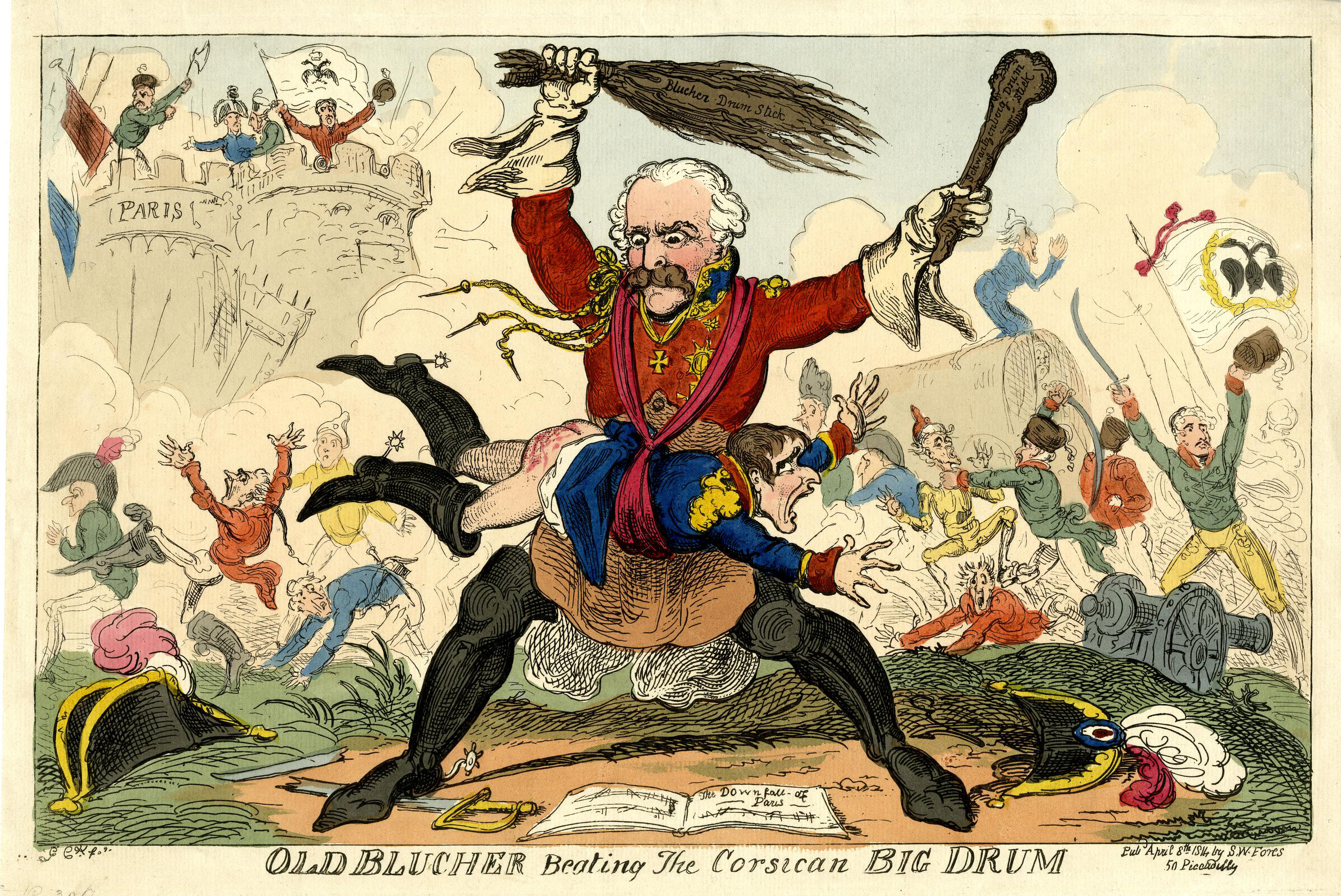
Old Blucher Beating the Corsican Big Drum, George Cruikshank, ngày 8 tháng 4 năm 1814

Trận Brienne và Trận La Rothière là những sự kiện chính trong giai đoạn đầu tiên của chiến dịch năm 1814 ở Đông Bắc nước Pháp nổi tiếng, và chúng nhanh chóng được theo sau bởi những chiến thắng của Napoléon trước Blücher tại Trận Champaubert, Trận Vauchamps và Trận Montmirail. Tuy nhiên, lòng dũng cảm của nhà lãnh đạo Phổ vẫn không hề suy giảm, và chiến thắng của ông trước quân Pháp đông hơn rất nhiều tại Trận Laon (ngày 9 và 10 tháng 3) trên thực tế đã quyết định số phận của chiến dịch. Tuy nhiên, sức khỏe của ông đã bị ảnh hưởng nghiêm trọng do căng thẳng trong 2 tháng trước đó, và giờ đây ông bị suy sụp, mất thị lực và hoang tưởng rằng một người Pháp đã tẩm cho ông một con voi. Dominic Lieven đã viết rằng sự cố này "đã tiết lộ sự mong manh của cơ cấu chỉ huy của quân đội liên minh và Quân đội Silesia đã phụ thuộc đến mức nào vào nghị lực, lòng dũng cảm và sức thu hút của Blücher.... Kết quả là trong hơn một tuần sau Trận Laon, Quân đội Silesia... không đóng vai trò hữu ích nào trong cuộc chiến".
Sau đó, Blücher đã truyền một phần năng lượng của mình vào các hoạt động của Quân đội Bohemia của Thân vương xứ Schwarzenberg, và cuối cùng đội quân này và Quân đội Silesia đã hành quân tác chiến cùng nhau tiến về phía Paris. Chiến thắng ở Montmartre, quân đồng minh tiến vào thủ đô nước Pháp và lật đổ Đệ Nhất Đế chế Pháp.
Blücher ủng hộ việc trừng phạt nghiêm khắc thành phố Paris vì những đau khổ của Phổ dưới tay quân đội Pháp, nhưng các chỉ huy đồng minh đã can thiệp. Theo Công tước xứ Wellington, một trong những kế hoạch của Blücher liên quan đến việc cho nổ tung Cầu Iéna gần Champ-de-Mars: 
Về việc làm nổ tung cây cầu Iéna, có hai đảng trong Quân đội Phổ - Gneisenau và Muffling phản đối, nhưng Blücher quyết liệt ủng hộ điều đó. Bất chấp tất cả những gì tôi có thể làm, ông ấy đã cố gắng, ngay cả khi tôi tin rằng lính canh của tôi đang đứng ở một đầu cầu. Nhưng người Phổ không có kinh nghiệm làm nổ tung các cây cầu. Chúng tôi, những người đã cho nổ tung rất nhiều vụ ở Tây Ban Nha, có thể làm được điều đó trong 5 phút.

Để tri ân những chiến thắng của ông vào năm 1814, Vua Frederick William III của Phổ đã trao cho Blücher tước Fürst xứ Wahlstatt (ở Silesia trên chiến trường Katzbach). Nhà vua cũng trao tặng ông các điền trang gần Krieblowitz (nay là Krobielowice, Ba Lan) ở Hạ Silesia và một dinh thự lớn ở số 2, Pariser Platz ở Berlin (năm 1930 trở thành Đại sứ quán Hoa Kỳ, Berlin). Ngay sau đó, Blücher đã đến thăm Vương quốc Anh, nơi ông được đón tiếp theo nghi thức hoàng gia để vinh danh và chào đón nòng nhiệt ở mọi nơi ông đặt chân đến.
Khi Đại học Oxford cấp cho ông bằng tiến sĩ danh dự (tiến sĩ luật), ông được cho là đã nói đùa rằng nếu ông được làm bác sĩ thì ít nhất họ nên phong Gneisenau làm dược sĩ bào chế thuốc; "...vì nếu tôi viết đơn thuốc, anh ấy sẽ làm ra những viên thuốc."

## Triều đại 100 ngày và cuộc sống cuối đời

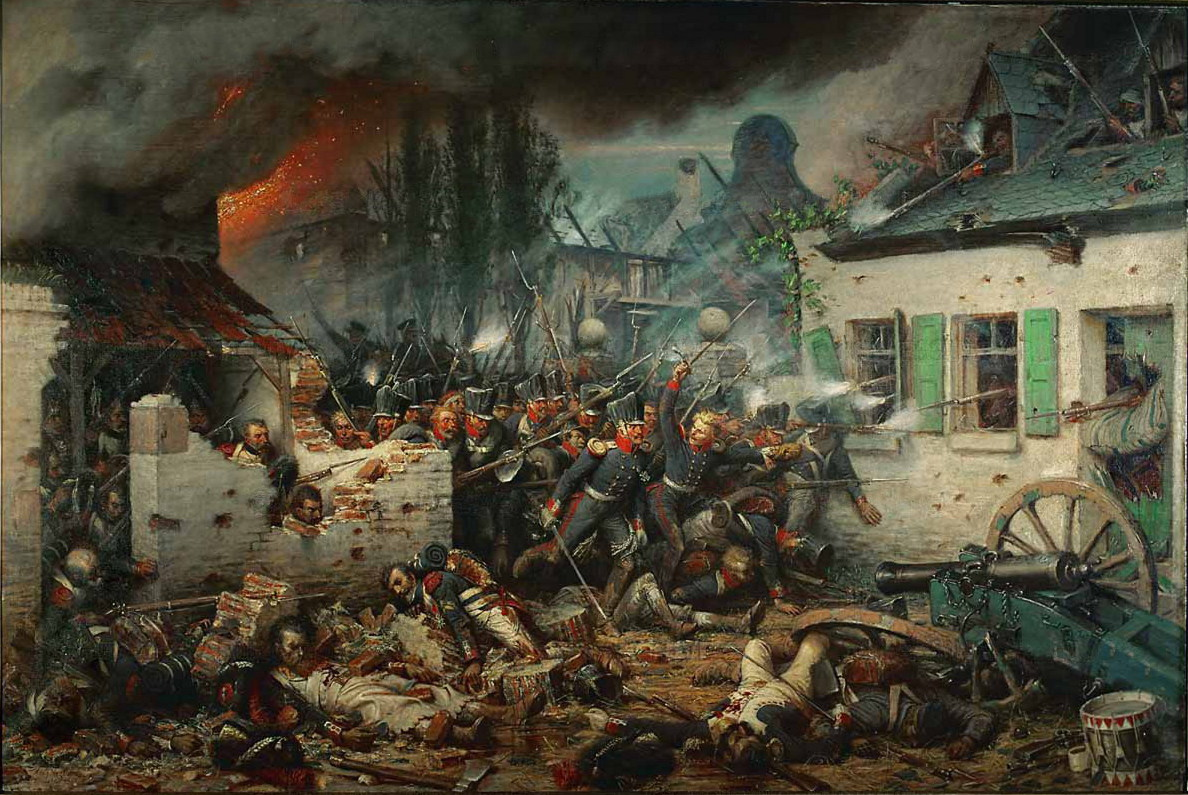
Cuộc tấn công của quân Phổ vào Plancenoit trong Trận Waterloo, được vẽ bởi Adolph Northen

Sau chiến tranh, Vua Frederick William III đã ban thưởng tài sản cho Blücher ở khu vực Neustadt (nay là Prudnik). Vào tháng 11 cùng năm, Blücher cho một nông dân địa phương, Hübner, thuê Kunzendorf, Mühlsdorf, Wackenau và Achthuben để đổi lấy 2.000 thaler bạc, cuộn vải lanh và sợi. Vợ ông cũng chuyển đến Kunzendorf. Khi sống ở khu vực Neustadt, ông đã hỗ trợ tài chính cho gia đình các liệt sĩ, tặng vài lít bia cho cha xứ địa phương mỗi ngày và trả tiền cho một bác sĩ ở Neustadt để chữa trị cho người nghèo. Nhờ những nỗ lực của ông, một khu nghỉ dưỡng có tên "Blücher's Spring" đã được thành lập ở Kunzendorf (nó đã bị phá hủy cùng với lâu đài trong trận chiến Neustadt năm 1945).
Sau chiến tranh, Blücher lui về Silesia. Tuy nhiên, sự trở lại của Napoléon từ Elba và bắt đầu Triều địa Bonaparte phục hoàng, triều đình Phổ đã kêu gọi ông trở lại phục vụ. Ông được giao quyền chỉ huy Quân đội Hạ Rhine, với Gneisenau lại giữ chức tham mưu trưởng. Khi bắt đầu Chiến dịch Waterloo năm 1815, quân Phổ đã thất bại nặng nề tại Trận Ligny (16 tháng 6), trong đó vị nguyên soái già bị mắc kẹt dưới con ngựa chết của chính ông trong vài giờ và liên tục bị kỵ binh giẫm đạp lên, mạng sống của ông chỉ được cứu nhờ sự tận tâm của trợ lý trại Bá tước xứ Nostitz, người đã ném một chiếc áo khoác ngoài cho chỉ huy của mình để che giấu cấp bậc và danh tính của Blücher khỏi những người Pháp đi qua. Vì Blücher không thể tiếp tục chỉ huy trong vài giờ, Gneisenau nắm quyền chỉ huy, rút lui đội quân bại trận và tập hợp lại sau đó. Bất chấp sự không tin tưởng của Gneisenau đối với Công tước xứ Wellington, ông vẫn tuân theo mệnh lệnh cuối cùng của Blücher để chỉ đạo quân đội rút lui về phía Wavre, thay vì Liège, để hội quân cùng quân đội Anh của Wellington và các quân đoàn Phổ khác.
Sau khi rửa vết thương bằng dầu xoa bóp đại hoàng và tỏi, đồng thời được củng cố bằng một liều rượu schnapps bổ sung, Blücher trở lại gia nhập quân đội của mình. Gneisenau lo sợ rằng người Anh đã từ bỏ các thỏa thuận trước đó của họ và ủng hộ việc rút quân, nhưng Blücher thuyết phục ông cử hai quân đoàn đến hội quân với Wellington tại Waterloo. Sau đó, ông dẫn quân của mình hành quân quanh co, dọc theo những con đường lầy lội, đến cánh đồng Waterloo vào buổi chiều muộn. Bất chấp tuổi tác, vết thương đau đớn và nỗ lực phải bỏ ra để có thể ngồi trên lưng ngựa, Bernard Cornwell nói rằng một số binh sĩ đã chứng thực tinh thần cao độ của Blücher và quyết tâm đánh bại Napoléon của ông:
"Ta nghe các con nói điều đó là không thể, nhưng nó phải được thực hiện! Ta đã hứa với Wellington, và các con chắc chắn không muốn ta phá bỏ nó? Hãy cố gắng lên, các con của ta, và chúng ta sẽ giành chiến thắng!" Không thể không thích Blücher. Ông ấy đã 74 tuổi (sic), [e] vẫn còn đau đớn và khó chịu sau cuộc phiêu lưu của mình ở Ligny, vẫn còn hôi mùi rượu schnapps và dầu xoa bóp đại hoàng, nhưng ông ấy vẫn tràn đầy nhiệt huyết và nghị lực. Nếu thái độ của Napoléon ngày hôm đó là thái độ ủ rũ khinh thường kẻ thù mà ông đánh giá thấp, còn Wellington là sự điềm tĩnh lạnh lùng, tính toán che giấu sự lo lắng, thì Blücher hoàn toàn là niềm đam mê.

Khi trận chiến đang ở thế cân bằng, quân đội của Blücher đã can thiệp với hiệu quả quyết định và đè bẹp đối phương, đội tiên phong của ông ta tiêu diệt lực lượng dự bị đang rất cần thiết của Napoléon, và lực lượng chủ lực của ông ta là công cụ để đè bẹp sự kháng cự của quân Pháp. Chiến thắng này đã mở đường cho một chiến thắng quyết định thông qua sự truy đuổi không ngừng nghỉ của quân Pháp đối với quân Phổ. Hai đội quân của Liên minh tiến vào Paris vào ngày 7 tháng 7.

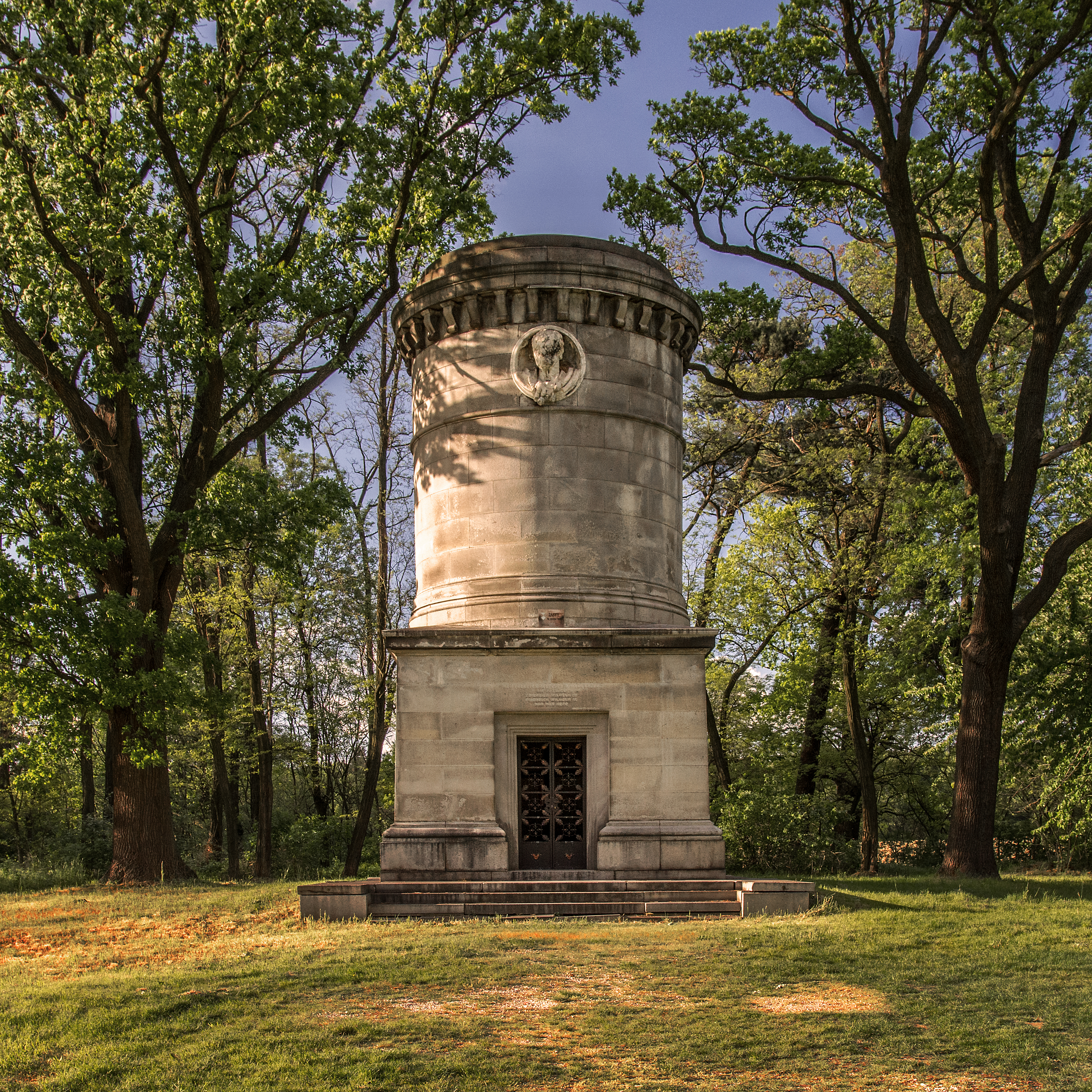
Lăng Blücher ở cựu Đức Krieblowitz (nay là Krobielowice, Ba Lan).

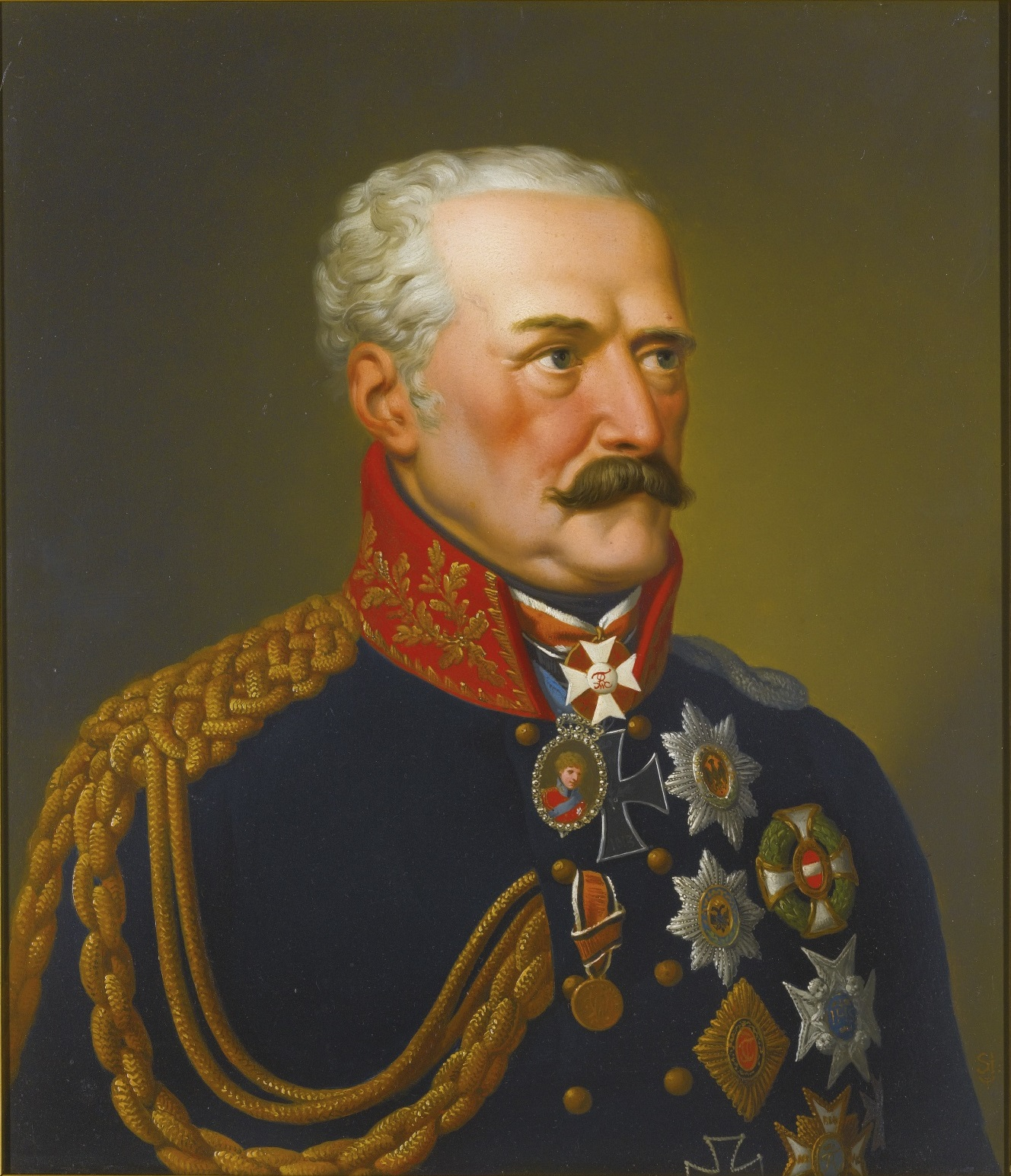
Peter Edward Stroehling – Chân dung Gebhard Leberecht von Blücher, Fürst von Wahlstatt

Blücher ở lại thủ đô nước Pháp trong vài tháng, nhưng tuổi tác và bệnh tật buộc ông phải lui về dinh thự ở Silesia của mình tại Krieblowitz. Theo lời mời của chính phủ Anh, ông đã thực hiện một chuyến thăm cấp nhà nước khác tới Anh để được chính thức nhận lời cảm ơn về quân đội và vai trò của ông trong Chiến dịch Waterloo. Khi xe ngựa của ông dừng lại trên Đồi Blackheath, nhìn ra kinh đô London, người ta cho rằng ông đã thốt lên: "Thật là một thành phố đáng bị cướp phá!" Ông qua đời tại Krieblowitz vào ngày 12 tháng 9 năm 1819, thọ 76 tuổi. Sau khi ông qua đời, một lăng mộ hùng vĩ đã được xây dựng để lưu giữ hài cốt của ông.
Khi Krieblowitz bị Hồng quân chinh phục vào năm 1945, binh lính Liên Xô đã đột nhập vào lăng mộ Blücher và rải hài cốt của ông ấy ra. Quân đội Liên Xô được cho là đã sử dụng hộp sọ của ông như một quả bóng đá. Sau năm 1989, một số hài cốt của ông đã được một linh mục người Ba Lan mang đi và an táng trong hầm mộ của nhà thờ ở Sośnica (tiếng Đức: Schosnitz), cách Krobielowice của Ba Lan ngày nay 3 km.

## Đánh giá
Hoàng đế Napoléon mô tả Blücher là một người lính rất dũng cảm, không có tài năng như một vị tướng, nhưng Napoleon ngưỡng mộ thái độ của ông, mà mô tả Blücher giống như một con bò tót nhìn xung quanh với đôi mắt trợn tròn và khi thấy nguy hiểm sẽ lao tới. Napoléon coi ông là người cứng đầu và không mệt mỏi, không biết sợ hãi. Napoleon gọi Blücher ta là một tên khốn già, người luôn có thể đứng dậy và sẵn sàng cho trận chiến tiếp theo sau một thất bại nặng nề, Blücher gần như ngay lập tức quay lại tấn công một cách mạnh mẽ.
Sau này trong quân đội Phổ người ta nói rằng Blücher đã thiết lập "một lối chiến tranh của Phổ" có ảnh hưởng lâu dài:
Chìa khóa của cách chiến tranh này là khái niệm chiến thắng của Blücher. Giống như Napoléon, ông hết sức chú trọng đến trận chiến quyết định và đạt được chiến thắng quyết định càng nhanh càng tốt bằng bất cứ giá nào. Cũng giống như Napoléon, ông đo lường chiến thắng và thất bại chỉ dựa trên kết quả chiến trường. Khác biệt rất ít so với nghệ thuật chiến tranh của người Corsica, mục tiêu trong cách chiến tranh Phổ của Blücher là tiếp xúc với kẻ thù càng nhanh càng tốt, tập trung toàn bộ lực lượng, tung đòn quyết định và kết thúc chiến tranh.

Nói đúng hơn, Blücher là một vị tướng dũng cảm và được nhiều người yêu mến, người "có nhiều điều đáng tự hào: nghị lực, khả năng gây hấn có kiểm soát và cam kết đánh bại quân địch."

## Chiến dịch
- 1760: Chiến dịch Pomerania (với tư cách là một người lính Thụy Điển; bị Phổ bắt giữ; sau đó đổi phe trở thành sĩ quan của Phổ)
- Chiến tranh Bảy năm
- 1787: Viễn chinh Hà Lan cùng Kỵ binh đỏ
- 1793–1794: Chiến dịch của Pháp với Kỵ binh đỏ
- 1806: Auerstedt, Pomerania, Berlin, Königsberg
- 1813: Lützen, Bautzen, Katzbach, Möckern, Leipzig
- 1814: Brienne, La Rothière, Champaubert, Vauchamps, Château-Thierry, Montmirail, Laon, Montmartre
- 1815: Hạ Rhine (Trận Ligny), Trận Waterloo

## Ấn phẩm

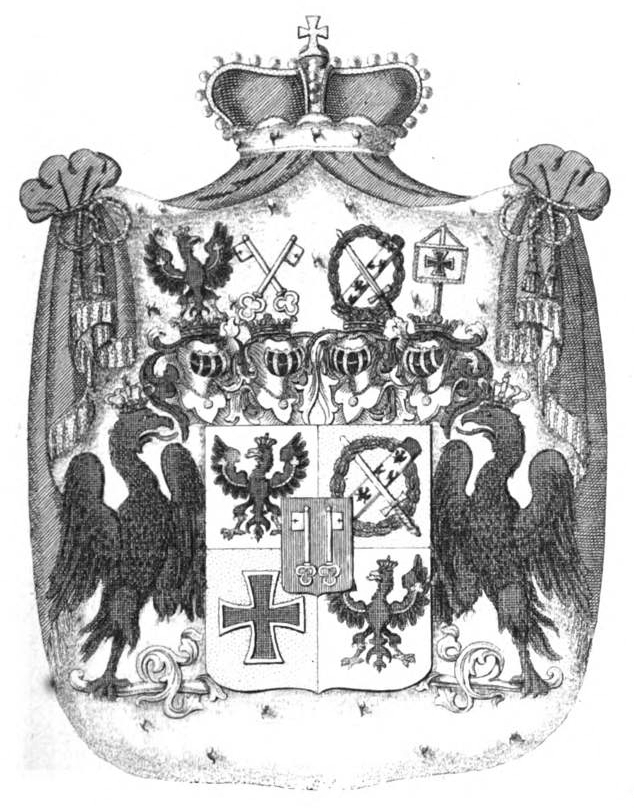
Huy hiệu Bá tước Blücher, Thân vương xứ Wahlstatt

Tạp chí chiến dịch của ông từ năm 1793 đến 1794 được xuất bản năm 1796:
- Kampagne-Journal der Jahre 1793 và 1794[26] (Berlin: Decker, 1796)

Ấn bản thứ hai của cuốn nhật ký này, cùng với một số bức thư của Blücher, được xuất bản vào năm 1914:
- Vorwärts! Ein Husaren-Tagebuch und Feldzugsbriefe von Gebhardt Leberecht von Blücher,[27] do Thống chế Colmar Freiherr von der Goltz giới thiệu, Heinrich Conrad biên tập (Munich: G. Müller, [1914])

Các bài viết và thư từ được sưu tầm của ông (cùng với của Yorck và Gneisenau) xuất hiện vào năm 1932:
- Gesammelte Schriften und Briefe/Blücher, Yorck, Gneisenau,[28] biên soạn và biên tập bởi Edmund Th. Kauer (Berlin-Schöneberg: Oestergaard, [1932])

## Tổ tiên
| \| \| \| \| \| \| \| \| \| \| \| \| \| \| 16. Bernhard von Blücher, Herr auf Groß-Renzow \| \| \| \| \| \| \| \| \| \| \| \| \| \| \| \| \| \| \| \| \| \| \| \| \| \| \| \| \| \| \| \| \| \| \| \| \| \| \| \| \| \| \| \| \| \| \| \| \| \| \| \| \| \| \| \| \| \| \| \| 8. Ulrich Hans von Blücher \| \| \| \| \| \| \| \| \| \| \| \| \| \| \| \| \| \| \| \| \| \| \| \| \| \| \| \| \| \| \| \| \| \| \| \| \| \| \| \| \| \| \| \| \| \| \| \| \| \| \| \| \| \| \| \| \| \| \| \| \| \| \| \| \| \| \| \| \| \| \| \| 17. Diliane von Barner \| \| \| \| \| \| \| \| \| \| \| \| \| \| \| \| \| \| \| \| \| \| \| \| \| \| \| \| \| \| \| \| \| \| \| \| \| \| \| \| \| \| \| \| \| \| \| \| \| \| \| \| \| \| \| \| \| \| \| \| \| \| \| \| \| \| \| \| \| \| \| \| 4. Siegfried Ulrich von Blücher \| \| \| \| \| \| \| \| \| \| \| \| \| \| \| \| \| \| \| \| \| \| \| \| \| \| \| \| \| \| \| \| \| \| \| \| \| \| \| \| \| \| \| \| \| \| \| \| \| \| \| \| \| \| \| \| \| \| \| \| \| \| \| \| \| \| \| \| \| \| \| \| 18. Siegfried von Dechow, Herr auf Pantelitz \| \| \| \| \| \| \| \| \| \| \| \| \| \| \| \| \| \| \| \| \| \| \| \| \| \| \| \| \| \| \| \| \| \| \| \| \| \| \| \| \| \| \| \| \| \| \| \| \| \| \| \| \| \| \| \| \| \| \| \| \| \| \| \| \| \| \| \| \| \| \| \| 9. Anna Sophia von Dechow \| \| \| \| \| \| \| \| \| \| \| \| \| \| \| \| \| \| \| \| \| \| \| \| \| \| \| \| \| \| \| \| \| \| \| \| \| \| \| \| \| \| \| \| \| \| \| \| \| \| \| \| \| \| \| \| \| \| \| \| \| \| \| \| \| \| \| \| \| \| \| \| 19. Catharina von Rieben \| \| \| \| \| \| \| \| \| \| \| \| \| \| \| \| \| \| \| \| \| \| \| \| \| \| \| \| \| \| \| \| \| \| \| \| \| \| \| \| \| \| \| \| \| \| \| \| \| \| \| \| \| \| \| \| \| \| \| \| \| \| \| \| \| \| \| \| \| \| \| \| 2. Christian Friedrich von Blücher \| \| \| \| \| \| \| \| \| \| \| \| \| \| \| \| \| \| \| \| \| \| \| \| \| \| \| \| \| \| \| \| \| \| \| \| \| \| \| \| \| \| \| \| \| \| \| \| \| \| \| \| \| \| \| \| \| \| \| \| \| \| \| \| \| \| \| \| \| \| \| \| 20. Joachim von Winterfeld, Herr auf Tüze Mulsow usw \| \| \| \| \| \| \| \| \| \| \| \| \| \| \| \| \| \| \| \| \| \| \| \| \| \| \| \| \| \| \| \| \| \| \| \| \| \| \| \| \| \| \| \| \| \| \| \| \| \| \| \| \| \| \| \| \| \| \| \| \| \| \| \| \| \| \| \| \| \| \| \| 10. Franz Henning von Winterfeld, Herr auf Kirch-Mulsow \| \| \| \| \| \| \| \| \| \| \| \| \| \| \| \| \| \| \| \| \| \| \| \| \| \| \| \| \| \| \| \| \| \| \| \| \| \| \| \| \| \| \| \| \| \| \| \| \| \| \| \| \| \| \| \| \| \| \| \| \| \| \| \| \| \| \| \| \| \| \| \| 21. Margarethe von Passow \| \| \| \| \| \| \| \| \| \| \| \| \| \| \| \| \| \| \| \| \| \| \| \| \| \| \| \| \| \| \| \| \| \| \| \| \| \| \| \| \| \| \| \| \| \| \| \| \| \| \| \| \| \| \| \| \| \| \| \| \| \| \| \| \| \| \| \| \| \| \| \| 5. Ida Margarete von Winterfeld \| \| \| \| \| \| \| \| \| \| \| \| \| \| \| \| \| \| \| \| \| \| \| \| \| \| \| \| \| \| \| \| \| \| \| \| \| \| \| \| \| \| \| \| \| \| \| \| \| \| \| \| \| \| \| \| \| \| \| \| \| \| \| \| \| \| \| \| \| \| \| \| 22. Joachim Christoph von Moltke, Herr auf Samow Schorsow und Bülow \| \| \| \| \| \| \| \| \| \| \| \| \| \| \| \| \| \| \| \| \| \| \| \| \| \| \| \| \| \| \| \| \| \| \| \| \| \| \| \| \| \| \| \| \| \| \| \| \| \| \| \| \| \| \| \| \| \| \| \| \| \| \| \| \| \| \| \| \| \| \| \| 11. Adelheid von Moltke \| \| \| \| \| \| \| \| \| \| \| \| \| \| \| \| \| \| \| \| \| \| \| \| \| \| \| \| \| \| \| \| \| \| \| \| \| \| \| \| \| \| \| \| \| \| \| \| \| \| \| \| \| \| \| \| \| \| \| \| \| \| \| \| \| \| \| \| \| \| \| \| 23. Adelheid von der Lühe \| \| \| \| \| \| \| \| \| \| \| \| \| \| \| \| \| \| \| \| \| \| \| \| \| \| \| \| \| \| \| \| \| \| \| \| \| \| \| \| \| \| \| \| \| \| \| \| \| \| \| \| \| \| \| \| \| \| \| \| \| \| \| \| \| \| \| \| \| \| \| \| 1. Gebhard Leberecht von Blücher, Fürst von Wahlstatt \| \| \| \| \| \| \| \| \| \| \| \| \| \| \| \| \| \| \| \| \| \| \| \| \| \| \| \| \| \| \| \| \| \| \| \| \| \| \| \| \| \| \| \| \| \| \| \| \| \| \| \| \| \| \| \| \| \| \| \| \| \| \| \| \| \| \| \| \| \| \| \| 24. Barthold von Zülow \| \| \| \| \| \| \| \| \| \| \| \| \| \| \| \| \| \| \| \| \| \| \| \| \| \| \| \| \| \| \| \| \| \| \| \| \| \| \| \| \| \| \| \| \| \| \| \| \| \| \| \| \| \| \| \| \| \| \| \| \| \| \| \| \| \| \| \| \| \| \| \| 12. Hans Joachim von Zülow, Herr auf Zülow \| \| \| \| \| \| \| \| \| \| \| \| \| \| \| \| \| \| \| \| \| \| \| \| \| \| \| \| \| \| \| \| \| \| \| \| \| \| \| \| \| \| \| \| \| \| \| \| \| \| \| \| \| \| \| \| \| \| \| \| \| \| \| \| \| \| \| \| \| \| \| \| 25. Margaretha von Sperling \| \| \| \| \| \| \| \| \| \| \| \| \| \| \| \| \| \| \| \| \| \| \| \| \| \| \| \| \| \| \| \| \| \| \| \| \| \| \| \| \| \| \| \| \| \| \| \| \| \| \| \| \| \| \| \| \| \| \| \| \| \| \| \| \| \| \| \| \| \| \| \| 6. Barthold Hans von Zülow, Herr auf Pätrow und Toitenwinkel \| \| \| \| \| \| \| \| \| \| \| \| \| \| \| \| \| \| \| \| \| \| \| \| \| \| \| \| \| \| \| \| \| \| \| \| \| \| \| \| \| \| \| \| \| \| \| \| \| \| \| \| \| \| \| \| \| \| \| \| \| \| \| \| \| \| \| \| \| \| \| \| 26. Paul von Rantzau, Herr zu Bothkamp Doberstorf \| \| \| \| \| \| \| \| \| \| \| \| \| \| \| \| \| \| \| \| \| \| \| \| \| \| \| \| \| \| \| \| \| \| \| \| \| \| \| \| \| \| \| \| \| \| \| \| \| \| \| \| \| \| \| \| \| \| \| \| \| \| \| \| \| \| \| \| \| \| \| \| 13. Ida von Rantzau \| \| \| \| \| \| \| \| \| \| \| \| \| \| \| \| \| \| \| \| \| \| \| \| \| \| \| \| \| \| \| \| \| \| \| \| \| \| \| \| \| \| \| \| \| \| \| \| \| \| \| \| \| \| \| \| \| \| \| \| \| \| \| \| \| \| \| \| \| \| \| \| 27. Ida von Rantzau \| \| \| \| \| \| \| \| \| \| \| \| \| \| \| \| \| \| \| \| \| \| \| \| \| \| \| \| \| \| \| \| \| \| \| \| \| \| \| \| \| \| \| \| \| \| \| \| \| \| \| \| \| \| \| \| \| \| \| \| \| \| \| \| \| \| \| \| \| \| \| \| 3. Dorothea Maria von Zülow \| \| \| \| \| \| \| \| \| \| \| \| \| \| \| \| \| \| \| \| \| \| \| \| \| \| \| \| \| \| \| \| \| \| \| \| \| \| \| \| \| \| \| \| \| \| \| \| \| \| \| \| \| \| \| \| \| \| \| \| \| \| \| \| \| \| \| \| \| \| \| \| 28. Daniel von Both, Herr auf Kalkhorst \| \| \| \| \| \| \| \| \| \| \| \| \| \| \| \| \| \| \| \| \| \| \| \| \| \| \| \| \| \| \| \| \| \| \| \| \| \| \| \| \| \| \| \| \| \| \| \| \| \| \| \| \| \| \| \| \| \| \| \| \| \| \| \| \| \| \| \| \| \| \| \| 14. Balthasar Valentin von Both \| \| \| \| \| \| \| \| \| \| \| \| \| \| \| \| \| \| \| \| \| \| \| \| \| \| \| \| \| \| \| \| \| \| \| \| \| \| \| \| \| \| \| \| \| \| \| \| \| \| \| \| \| \| \| \| \| \| \| \| \| \| \| \| \| \| \| \| \| \| \| \| 29. Adelheid von Lützow \| \| \| \| \| \| \| \| \| \| \| \| \| \| \| \| \| \| \| \| \| \| \| \| \| \| \| \| \| \| \| \| \| \| \| \| \| \| \| \| \| \| \| \| \| \| \| \| \| \| \| \| \| \| \| \| \| \| \| \| \| \| \| \| \| \| \| \| \| \| \| \| 7. Dorothea Maria von Both \| \| \| \| \| \| \| \| \| \| \| \| \| \| \| \| \| \| \| \| \| \| \| \| \| \| \| \| \| \| \| \| \| \| \| \| \| \| \| \| \| \| \| \| \| \| \| \| \| \| \| \| \| \| \| \| \| \| \| \| \| \| \| \| \| \| \| \| \| \| \| \| 30. Barthold Hinrich von Lützow, Herr auf Dreilützow \| \| \| \| \| \| \| \| \| \| \| \| \| \| \| \| \| \| \| \| \| \| \| \| \| \| \| \| \| \| \| \| \| \| \| \| \| \| \| \| \| \| \| \| \| \| \| \| \| \| \| \| \| \| \| \| \| \| \| \| \| \| \| \| \| \| \| \| \| \| \| \| 15. Katharina Dorothea von Lützow \| \| \| \| \| \| \| \| \| \| \| \| \| \| \| \| \| \| \| \| \| \| \| \| \| \| \| \| \| \| \| \| \| \| \| \| \| \| \| \| \| \| \| \| \| \| \| \| \| \| \| \| \| \| \| \| \| \| \| \| \| \| \| \| \| \| \| \| \| \| \| \| 31. Dorothea Maria von Bülow \| \| \| \| \| \| \| \| \| \| \| \| \| \| \| \| \| \| \| \| \| \| \| \| \| \| \| \| \| \| \| \| \| \| \| \| \| \| \| \| \| \| \| \| \| \| \| \| \| \| \| \| |                                                                     |  |  |  |  |  |  |  |  |  |  |  |                                                |  |  |  |
| |                                                                     |  |  |  |  |  |  |  |  |  |  |  | 16. Bernhard von Blücher, Herr auf Groß-Renzow |  |  |  |
| |                                                                     |  |  |  |  |  |  |  |  |  |  |  |                                                |  |  |  |
| |                                                                     |  |  |  |  |  |  |  |  |  |  |  |                                                |  |  |  |
| |                                                                     |  |  |  |  |  |  |  |  |  |  |  |                                                |  |  |  |
| | 8. Ulrich Hans von Blücher                                          |  |  |  |  |  |  |  |  |  |  |  |                                                |  |  |  |
| |                                                                     |  |  |  |  |  |  |  |  |  |  |  |                                                |  |  |  |
| |                                                                     |  |  |  |  |  |  |  |  |  |  |  |                                                |  |  |  |
| |                                                                     |  |  |  |  |  |  |  |  |  |  |  |                                                |  |  |  |
| | 17. Diliane von Barner                                              |  |  |  |  |  |  |  |  |  |  |  |                                                |  |  |  |
| |                                                                     |  |  |  |  |  |  |  |  |  |  |  |                                                |  |  |  |
| |                                                                     |  |  |  |  |  |  |  |  |  |  |  |                                                |  |  |  |
| |                                                                     |  |  |  |  |  |  |  |  |  |  |  |                                                |  |  |  |
| | 4. Siegfried Ulrich von Blücher                                     |  |  |  |  |  |  |  |  |  |  |  |                                                |  |  |  |
| |                                                                     |  |  |  |  |  |  |  |  |  |  |  |                                                |  |  |  |
| |                                                                     |  |  |  |  |  |  |  |  |  |  |  |                                                |  |  |  |
| |                                                                     |  |  |  |  |  |  |  |  |  |  |  |                                                |  |  |  |
| | 18. Siegfried von Dechow, Herr auf Pantelitz                        |  |  |  |  |  |  |  |  |  |  |  |                                                |  |  |  |
| |                                                                     |  |  |  |  |  |  |  |  |  |  |  |                                                |  |  |  |
| |                                                                     |  |  |  |  |  |  |  |  |  |  |  |                                                |  |  |  |
| |                                                                     |  |  |  |  |  |  |  |  |  |  |  |                                                |  |  |  |
| | 9. Anna Sophia von Dechow                                           |  |  |  |  |  |  |  |  |  |  |  |                                                |  |  |  |
| |                                                                     |  |  |  |  |  |  |  |  |  |  |  |                                                |  |  |  |
| |                                                                     |  |  |  |  |  |  |  |  |  |  |  |                                                |  |  |  |
| |                                                                     |  |  |  |  |  |  |  |  |  |  |  |                                                |  |  |  |
| | 19. Catharina von Rieben                                            |  |  |  |  |  |  |  |  |  |  |  |                                                |  |  |  |
| |                                                                     |  |  |  |  |  |  |  |  |  |  |  |                                                |  |  |  |
| |                                                                     |  |  |  |  |  |  |  |  |  |  |  |                                                |  |  |  |
| |                                                                     |  |  |  |  |  |  |  |  |  |  |  |                                                |  |  |  |
| | 2. Christian Friedrich von Blücher                                  |  |  |  |  |  |  |  |  |  |  |  |                                                |  |  |  |
| |                                                                     |  |  |  |  |  |  |  |  |  |  |  |                                                |  |  |  |
| |                                                                     |  |  |  |  |  |  |  |  |  |  |  |                                                |  |  |  |
| |                                                                     |  |  |  |  |  |  |  |  |  |  |  |                                                |  |  |  |
| | 20. Joachim von Winterfeld, Herr auf Tüze Mulsow usw                |  |  |  |  |  |  |  |  |  |  |  |                                                |  |  |  |
| |                                                                     |  |  |  |  |  |  |  |  |  |  |  |                                                |  |  |  |
| |                                                                     |  |  |  |  |  |  |  |  |  |  |  |                                                |  |  |  |
| |                                                                     |  |  |  |  |  |  |  |  |  |  |  |                                                |  |  |  |
| | 10. Franz Henning von Winterfeld, Herr auf Kirch-Mulsow             |  |  |  |  |  |  |  |  |  |  |  |                                                |  |  |  |
| |                                                                     |  |  |  |  |  |  |  |  |  |  |  |                                                |  |  |  |
| |                                                                     |  |  |  |  |  |  |  |  |  |  |  |                                                |  |  |  |
| |                                                                     |  |  |  |  |  |  |  |  |  |  |  |                                                |  |  |  |
| | 21. Margarethe von Passow                                           |  |  |  |  |  |  |  |  |  |  |  |                                                |  |  |  |
| |                                                                     |  |  |  |  |  |  |  |  |  |  |  |                                                |  |  |  |
| |                                                                     |  |  |  |  |  |  |  |  |  |  |  |                                                |  |  |  |
| |                                                                     |  |  |  |  |  |  |  |  |  |  |  |                                                |  |  |  |
| | 5. Ida Margarete von Winterfeld                                     |  |  |  |  |  |  |  |  |  |  |  |                                                |  |  |  |
| |                                                                     |  |  |  |  |  |  |  |  |  |  |  |                                                |  |  |  |
| |                                                                     |  |  |  |  |  |  |  |  |  |  |  |                                                |  |  |  |
| |                                                                     |  |  |  |  |  |  |  |  |  |  |  |                                                |  |  |  |
| | 22. Joachim Christoph von Moltke, Herr auf Samow Schorsow und Bülow |  |  |  |  |  |  |  |  |  |  |  |                                                |  |  |  |
| |                                                                     |  |  |  |  |  |  |  |  |  |  |  |                                                |  |  |  |
| |                                                                     |  |  |  |  |  |  |  |  |  |  |  |                                                |  |  |  |
| |                                                                     |  |  |  |  |  |  |  |  |  |  |  |                                                |  |  |  |
| | 11. Adelheid von Moltke                                             |  |  |  |  |  |  |  |  |  |  |  |                                                |  |  |  |
| |                                                                     |  |  |  |  |  |  |  |  |  |  |  |                                                |  |  |  |
| |                                                                     |  |  |  |  |  |  |  |  |  |  |  |                                                |  |  |  |
| |                                                                     |  |  |  |  |  |  |  |  |  |  |  |                                                |  |  |  |
| | 23. Adelheid von der Lühe                                           |  |  |  |  |  |  |  |  |  |  |  |                                                |  |  |  |
| |                                                                     |  |  |  |  |  |  |  |  |  |  |  |                                                |  |  |  |
| |                                                                     |  |  |  |  |  |  |  |  |  |  |  |                                                |  |  |  |
| |                                                                     |  |  |  |  |  |  |  |  |  |  |  |                                                |  |  |  |
| | 1. Gebhard Leberecht von Blücher, Fürst von Wahlstatt               |  |  |  |  |  |  |  |  |  |  |  |                                                |  |  |  |
| |                                                                     |  |  |  |  |  |  |  |  |  |  |  |                                                |  |  |  |
| |                                                                     |  |  |  |  |  |  |  |  |  |  |  |                                                |  |  |  |
| |                                                                     |  |  |  |  |  |  |  |  |  |  |  |                                                |  |  |  |
| | 24. Barthold von Zülow                                              |  |  |  |  |  |  |  |  |  |  |  |                                                |  |  |  |
| |                                                                     |  |  |  |  |  |  |  |  |  |  |  |                                                |  |  |  |
| |                                                                     |  |  |  |  |  |  |  |  |  |  |  |                                                |  |  |  |
| |                                                                     |  |  |  |  |  |  |  |  |  |  |  |                                                |  |  |  |
| | 12. Hans Joachim von Zülow, Herr auf Zülow                          |  |  |  |  |  |  |  |  |  |  |  |                                                |  |  |  |
| |                                                                     |  |  |  |  |  |  |  |  |  |  |  |                                                |  |  |  |
| |                                                                     |  |  |  |  |  |  |  |  |  |  |  |                                                |  |  |  |
| |                                                                     |  |  |  |  |  |  |  |  |  |  |  |                                                |  |  |  |
| | 25. Margaretha von Sperling                                         |  |  |  |  |  |  |  |  |  |  |  |                                                |  |  |  |
| |                                                                     |  |  |  |  |  |  |  |  |  |  |  |                                                |  |  |  |
| |                                                                     |  |  |  |  |  |  |  |  |  |  |  |                                                |  |  |  |
| |                                                                     |  |  |  |  |  |  |  |  |  |  |  |                                                |  |  |  |
| | 6. Barthold Hans von Zülow, Herr auf Pätrow und Toitenwinkel        |  |  |  |  |  |  |  |  |  |  |  |                                                |  |  |  |
| |                                                                     |  |  |  |  |  |  |  |  |  |  |  |                                                |  |  |  |
| |                                                                     |  |  |  |  |  |  |  |  |  |  |  |                                                |  |  |  |
| |                                                                     |  |  |  |  |  |  |  |  |  |  |  |                                                |  |  |  |
| | 26. Paul von Rantzau, Herr zu Bothkamp Doberstorf                   |  |  |  |  |  |  |  |  |  |  |  |                                                |  |  |  |
| |                                                                     |  |  |  |  |  |  |  |  |  |  |  |                                                |  |  |  |
| |                                                                     |  |  |  |  |  |  |  |  |  |  |  |                                                |  |  |  |
| |                                                                     |  |  |  |  |  |  |  |  |  |  |  |                                                |  |  |  |
| | 13. Ida von Rantzau                                                 |  |  |  |  |  |  |  |  |  |  |  |                                                |  |  |  |
| |                                                                     |  |  |  |  |  |  |  |  |  |  |  |                                                |  |  |  |
| |                                                                     |  |  |  |  |  |  |  |  |  |  |  |                                                |  |  |  |
| |                                                                     |  |  |  |  |  |  |  |  |  |  |  |                                                |  |  |  |
| | 27. Ida von Rantzau                                                 |  |  |  |  |  |  |  |  |  |  |  |                                                |  |  |  |
| |                                                                     |  |  |  |  |  |  |  |  |  |  |  |                                                |  |  |  |
| |                                                                     |  |  |  |  |  |  |  |  |  |  |  |                                                |  |  |  |
| |                                                                     |  |  |  |  |  |  |  |  |  |  |  |                                                |  |  |  |
| | 3. Dorothea Maria von Zülow                                         |  |  |  |  |  |  |  |  |  |  |  |                                                |  |  |  |
| |                                                                     |  |  |  |  |  |  |  |  |  |  |  |                                                |  |  |  |
| |                                                                     |  |  |  |  |  |  |  |  |  |  |  |                                                |  |  |  |
| |                                                                     |  |  |  |  |  |  |  |  |  |  |  |                                                |  |  |  |
| | 28. Daniel von Both, Herr auf Kalkhorst                             |  |  |  |  |  |  |  |  |  |  |  |                                                |  |  |  |
| |                                                                     |  |  |  |  |  |  |  |  |  |  |  |                                                |  |  |  |
| |                                                                     |  |  |  |  |  |  |  |  |  |  |  |                                                |  |  |  |
| |                                                                     |  |  |  |  |  |  |  |  |  |  |  |                                                |  |  |  |
| | 14. Balthasar Valentin von Both                                     |  |  |  |  |  |  |  |  |  |  |  |                                                |  |  |  |
| |                                                                     |  |  |  |  |  |  |  |  |  |  |  |                                                |  |  |  |
| |                                                                     |  |  |  |  |  |  |  |  |  |  |  |                                                |  |  |  |
| |                                                                     |  |  |  |  |  |  |  |  |  |  |  |                                                |  |  |  |
| | 29. Adelheid von Lützow                                             |  |  |  |  |  |  |  |  |  |  |  |                                                |  |  |  |
| |                                                                     |  |  |  |  |  |  |  |  |  |  |  |                                                |  |  |  |
| |                                                                     |  |  |  |  |  |  |  |  |  |  |  |                                                |  |  |  |
| |                                                                     |  |  |  |  |  |  |  |  |  |  |  |                                                |  |  |  |
| | 7. Dorothea Maria von Both                                          |  |  |  |  |  |  |  |  |  |  |  |                                                |  |  |  |
| |                                                                     |  |  |  |  |  |  |  |  |  |  |  |                                                |  |  |  |
| |                                                                     |  |  |  |  |  |  |  |  |  |  |  |                                                |  |  |  |
| |                                                                     |  |  |  |  |  |  |  |  |  |  |  |                                                |  |  |  |
| | 30. Barthold Hinrich von Lützow, Herr auf Dreilützow                |  |  |  |  |  |  |  |  |  |  |  |                                                |  |  |  |
| |                                                                     |  |  |  |  |  |  |  |  |  |  |  |                                                |  |  |  |
| |                                                                     |  |  |  |  |  |  |  |  |  |  |  |                                                |  |  |  |
| |                                                                     |  |  |  |  |  |  |  |  |  |  |  |                                                |  |  |  |
| | 15. Katharina Dorothea von Lützow                                   |  |  |  |  |  |  |  |  |  |  |  |                                                |  |  |  |
| |                                                                     |  |  |  |  |  |  |  |  |  |  |  |                                                |  |  |  |
| |                                                                     |  |  |  |  |  |  |  |  |  |  |  |                                                |  |  |  |
| |                                                                     |  |  |  |  |  |  |  |  |  |  |  |                                                |  |  |  |
| | 31. Dorothea Maria von Bülow                                        |  |  |  |  |  |  |  |  |  |  |  |                                                |  |  |  |
| |                                                                     |  |  |  |  |  |  |  |  |  |  |  |                                                |  |  |  |
| |                                                                     |  |  |  |  |  |  |  |  |  |  |  |                                                |  |  |  |

## Gia đình và con cháu
Blücher đã kết hôn 2 lần: năm 1773 với Karoline Amalie von Mehling (1756–1791) và sau khi bà qua đời, vào năm 1795 ông kết hôn lần 2 với Katharine Amalie von Colomb (1772–1850), em gái của Tướng Peter von Colomb. Trong khi cuộc hôn nhân thứ 2 này không có con, thì với cuộc hôn nhân đầu tiên, Blücher đã có 7 người con, trong đó 2 con trai và 1 con gái sống sót đến tuổi trưởng thành.
- Franz Ferdinand Joachim (1778–1829), thiếu tướng trong quân đội Phổ, bị thương trong trận chiến năm 1813 và sau đó bị bệnh tâm thần;
- Friedrich Gebhardt Lebrecht (1780–1834).
- Bernhardine Friederike (1786–1870).

Cháu trai của thống chế Blücher là Bá tước Gebhard Bernhard von Blücher (1799–1875), được lập làm Thân vương Blücher xứ Wahlstatt (Serene Highness) ở Phổ, một tước vị cha truyền con nối với chế độ con trưởng, các thành viên khác trong nhánh của ông mang tước hiệu bá tước hoặc nữ bá tước. Năm 1832, ông mua Lâu đài Raduň ở Huyện Opava (Cộng hòa Séc ngày nay) và vào năm 1847, các vùng đất tại Wahlstatt, Legnickie Pole, tất cả đều thuộc quyền sở hữu của gia đình cho đến khi cuộc đào tẩu và trục xuất người Đức khỏi Ba Lan và Tiệp Khắc vào năm 1945, khiến gia đình phải sống lưu vong ở dinh thự của họ Havilland Hall ở Guernsey, được mua lại bởi Thân vương thứ 4 và người vợ người Anh của ông, Evelyn, Thân vương phu nhân Blücher. Sau đó gia đình chuyển đến Eurasburg, Bayern. Người đứng đầu hiện tại của Nhà Blücher von Wahlstatt là Nicolaus, Thân vương Blücher thứ 8 xứ Wahlstatt (sinh năm 1932), người thừa kế rõ ràng là con trai ông, bá tước Lukas (sinh năm 1956).

## Vinh danh
Blücher đã nhận được nhiều huân chương vinh danh ở nhiều nhà nước khác nhau:
- Vương quốc Phổ:
  - Pour le Mérite, 4 tháng 6 năm 1789[31]
  - Hiệp sĩ Đại bàng Đen, tháng 4 năm 1807[32]
  - Hiệp sĩ Đại bàng Đỏ[33]
  - Thập tự Sắt, hạng nhất; Thập tự lớn, 1813;[33] với Sao, 1815
- Austrian Empire: Thập tự lớn Quân sự Maria Theresa, 1813[34]
- Denmark: Hiệp sĩ Voi, 4 tháng 7 năm 1815[35]
- Kingdom of Hanover: Thập tự lớn Hoàng gia Guelphic, 1816[36]
- Tuyển hầu xứ Hessen: Thập tự lớn Sư tử vàng, 11 December 1815[37]
- Netherlands: Thập tự lớn Huân chương Quân sự William, 8 tháng 7 năm 1815[38]
- Spain: Thập tự lớn của Huân chương Charles III, 3 tháng 7 năm 1811[39]
- Thụy Điển: Hiệp sĩ Seraphim, 28 tháng 4 năm 1814[40]
- Liên hiệp Anh: Thập tự lớn của Huân chương Bath (quân sự), 18 tháng 8 năm 1815[41]
- Württemberg: Thập tự lớn Huân chương Quân công, 1814[42]
- Russian Empire:
  - Huân chương Thánh George, hạng nhất, 8 tháng 10 năm 1813[43]
  - Hiệp sĩ Thánh Andrew, 11 tháng 10 năm 1813[43]
  - Hiệp sĩ Thánh Alexander Nevsky, 11 tháng 10 năm 1813[43]
  - Hiệp sĩ Thánh Anna, hạng nhất
  - Thanh kiếm danh dự "vì lòng dũng cảm"

## Di sản

### Bảo tàng
Thị trấn Kaub của Rhineland có một bảo tàng dành riêng cho Blücher, đặc biệt là kỷ niệm việc ông vượt sông Rhein cùng liên quân Phổ và Nga, vào đêm giao thừa 1813–1814, để truy đuổi quân Pháp.

### Tượng
Sau cái chết của Blücher, các bức tượng được dựng lên để tưởng nhớ ông tại Berlin, Breslau, Rostock và Kaub (nơi quân của ông vượt sông Rhein để truy đuổi lực lượng của Napoléon vào năm 1813).
Blücher được vinh danh với một bức tượng bán thân ở Đài tưởng niệm Walhalla gần Regensburg.

### Kỹ nghệ
Để biết ơn sự phục vụ của Blücher, George Stephenson, kỹ sư đầu máy tiên phong người Anh, đã đặt tên cho đầu máy xe lửa theo tên của ông. Ngôi làng khai thác mỏ nhỏ cách nơi sinh của Stephenson ở Wylam vài dặm cũng mang tên Blucher để vinh danh ông.
Tàu Blucher được đặt theo tên ông, sau khi con tàu ban đầu bị người Anh bắt giữ và những người chủ mới đặt tên nó theo tên Blücher.
Ba tàu chiến của hải quân Đức đã được đặt tên để vinh danh Blücher. Chiếc đầu tiên được đặt tên như vậy là Tàu hộ tống SMS Blücher, được chế tạo tại Kiel bởi Norddeutsche Schiffbau AG (sau đổi tên thành Friedrich Krupp- Germaniawerft) và hạ thủy vào ngày 20 tháng 3 năm 1877. Ngừng hoạt động sau một vụ nổ nồi hơi vào năm 1907, nó được hoán cải thành tàu vận chuyển than ở Vigo, Tây Ban Nha.
Vào ngày 11 tháng 4 năm 1908, Tàu tuần dương bọc thép SMS Blücher được hạ thủy từ Nhà máy đóng tàu Hoàng gia ở Kiel. Con tàu này bị đánh chìm vào ngày 24 tháng 1 năm 1915 trong Chiến tranh thế giới thứ nhất tại Trận Dogger Bank.
Tàu tuần dương hạng nặng Blücher của Đức trong Thế chiến thứ hai được hoàn thành vào tháng 9 năm 1939 và được tuyên bố sẵn sàng phục vụ vào ngày 5 tháng 4 năm 1940 sau khi thực hiện một loạt các cuộc thử nghiệm trên biển và các bài tập huấn luyện. Con tàu bị đánh chìm 4 ngày sau đó gần Oslo trong Chiến dịch Weserübung xâm lược Na Uy.

### Phim ảnh
Blücher do nam diễn viên người Đức Otto Gebühr thủ vai trong bộ phim Waterloo năm 1929. Năm 1932, Blücher là chủ đề của bộ phim tiểu sử Marshal Forwards, trong đó Blücher do Paul Wegener thủ vai. Nó là một phần của nhóm phim Phổ được phát hành trong thời đại đó.
Chân dung của ông được nam diễn viên Liên Xô Sergo Zakariadze thủ vai trong bộ phim Waterloo của Liên Xô-Ý hợp tác sản xuất năm 1970.

### Những cái khác
Blücher cũng có một khu ký túc xá mang tên ông tại trường Wellington College, Berkshire. Blucher, như đã biết, là ngôi nhà dành cho nam sinh nổi tiếng về năng lực thể thao và học tập.
Một câu nói phổ biến của người Đức, "ran wie Blücher gehen" ("tấn công như Blücher"), có nghĩa là ai đó đang thực hiện hành động rất trực tiếp và hung hãn, trong chiến tranh hay cách khác, đề cập đến Blücher. Câu nói đầy đủ của người Đức, hiện đã lỗi thời, liên quan đến Trận Katzbach năm 1813: "ran wie Blücher an der Katzbach gehen" ("tiến lên như Blücher tại Katzbach"), mô tả hành vi quyết tâm và mạnh mẽ.
Họ của Vasily Blyukher được một chủ nhà đặt cho gia đình anh để vinh danh Gebhard.
Gần Sân vận động Twickenham là quán rượu Prince Blucher.

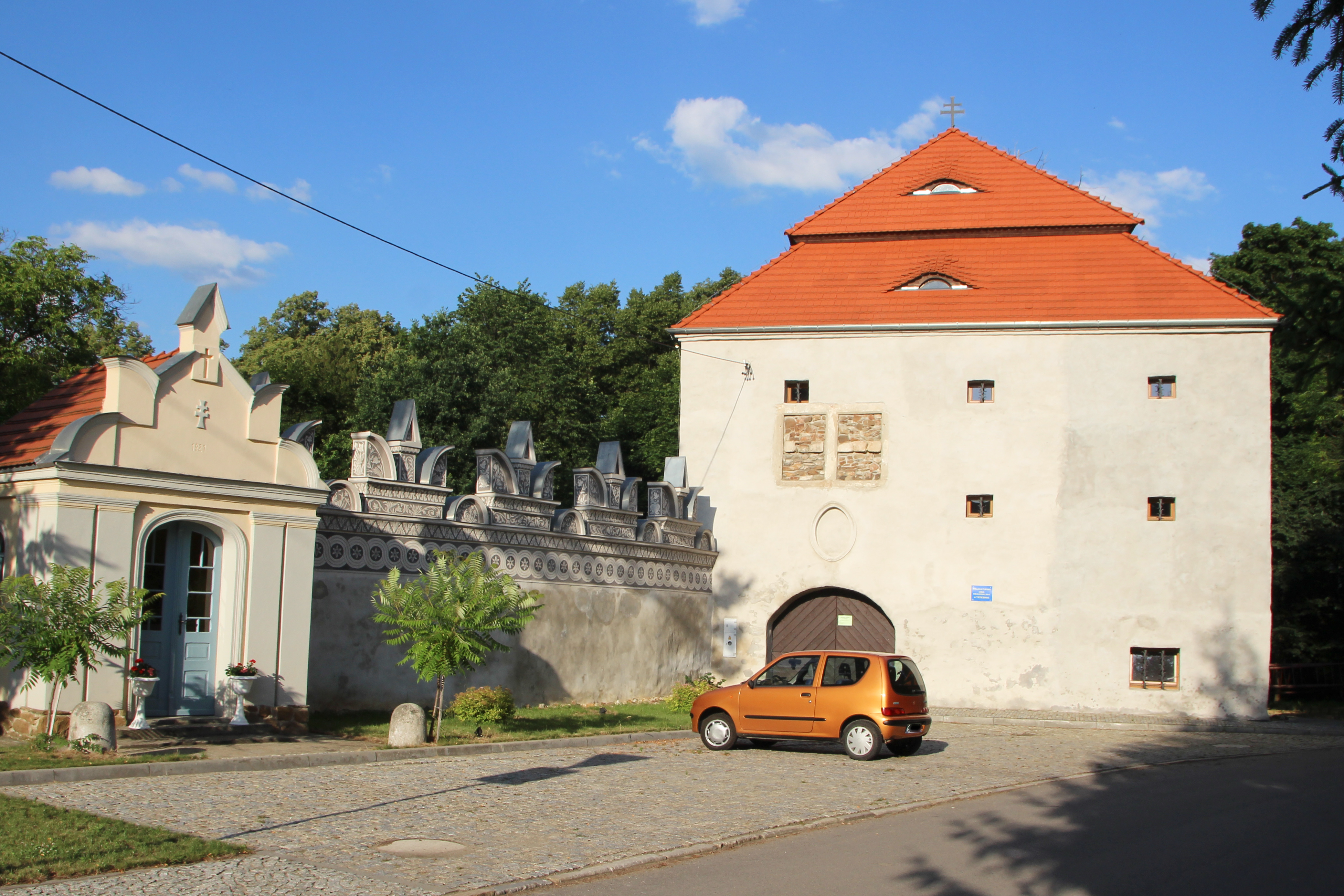
Lâu đài ở Trzebina (tiếng Đức: Kunzendorf), gần Prudnik (thuộc sở hữu của gia đình Blücher 1812–1817)
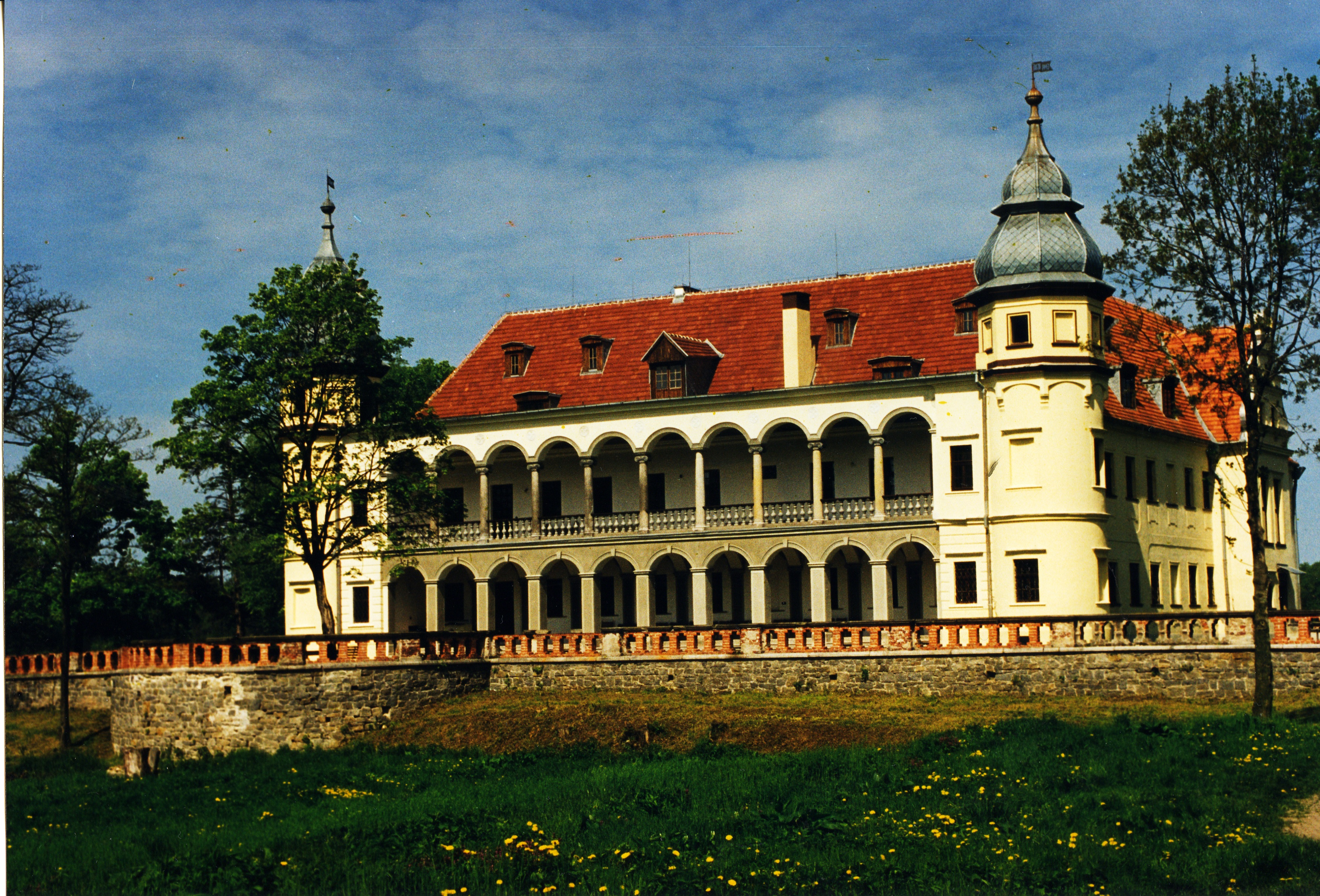
Krobielowice (tiếng Đức: Krieblowitz) Lâu đài, Hạ Silesia (thuộc sở hữu của gia đình Blücher 1814–1945)
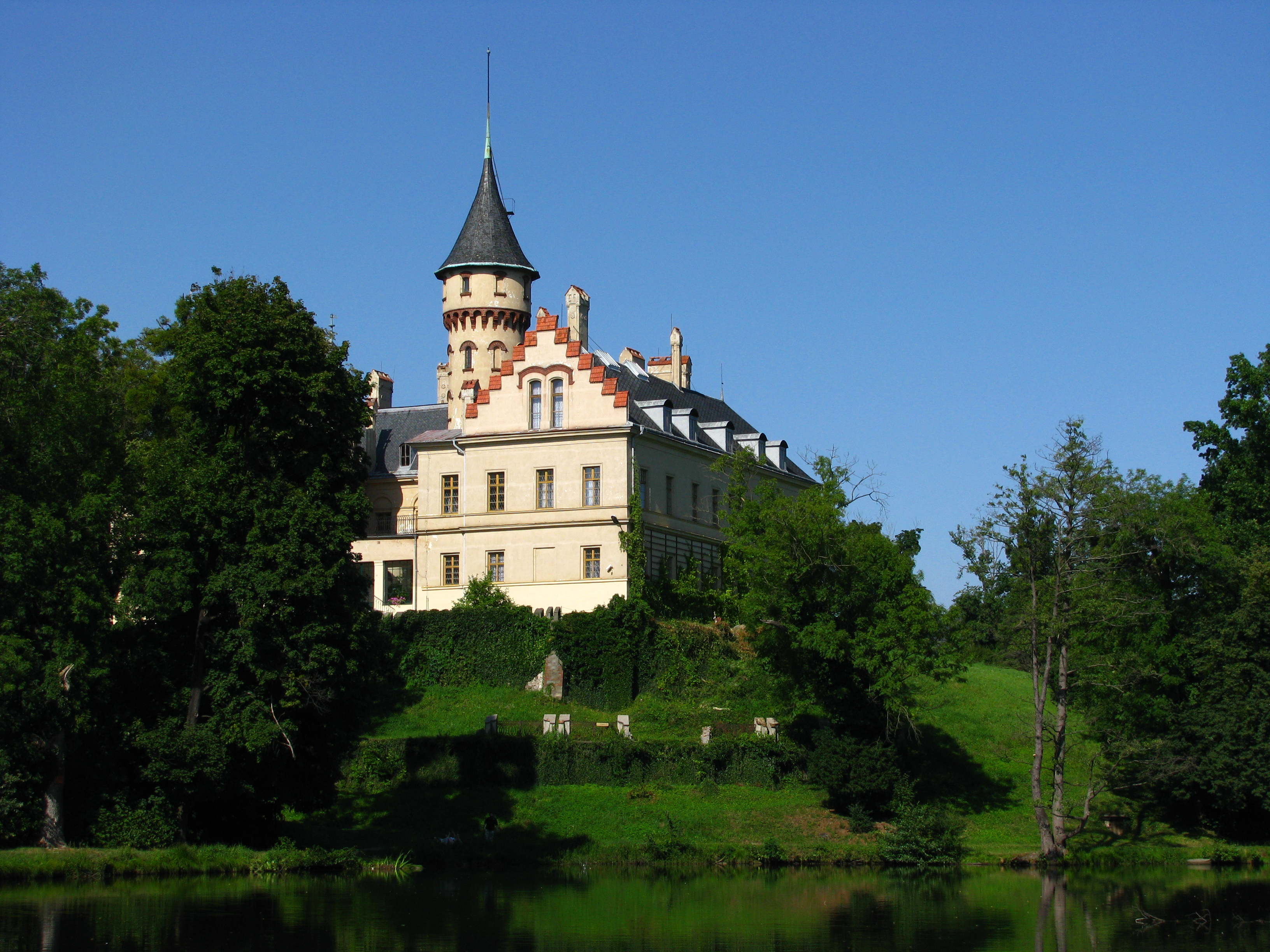
Lâu đài Raduň, Cộng hòa Séc (thuộc sở hữu của gia đình Blücher 1832–1945)
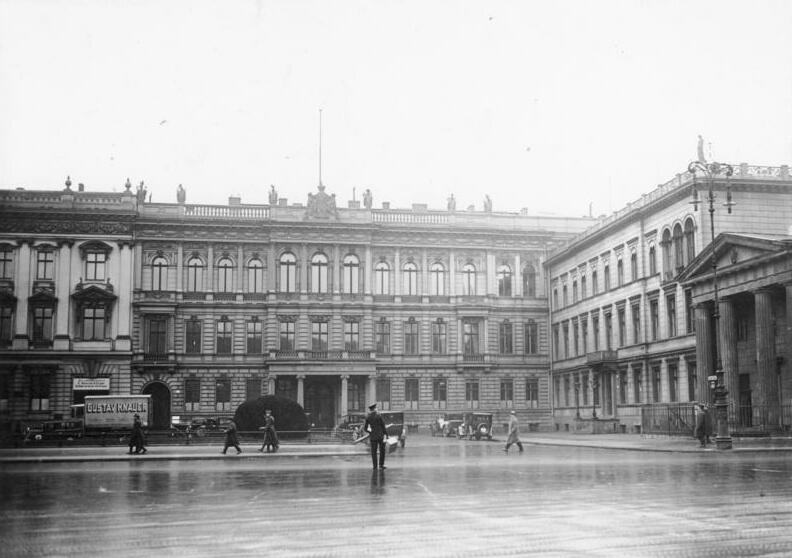
Dinh thự Blücher gần Cổng Brandenburg (Đại sứ quán Hoa Kỳ, 1930–1941)